# Joachim Fest
Joachim Clemens Fest (Karlshorst, 8 dicembre 1926 – Kronberg im Taunus, 11 settembre 2006) è stato uno storico, giornalista e saggista tedesco.

## Biografia
Figlio di un funzionario prussiano, Johannes Fest, preside di una scuola cattolica a Lichtenberg, che fu congedato per "attività antistatali" dal Regime nazista e poi licenziato, a soli 42 anni, nel 1933, dato il suo antinazismo. Con una pensione di soli 180 marchi al mese e cinque figli, il padre dovette arrangiarsi a mantenere la famiglia in ristrettezze economiche perduranti, vivendo nel terrore costante della Gestapo che spesso veniva a perquisire la casa. Tre anni dopo, con la famiglia borghese benestante ridotta in povertà, il piccolo Joachim assistette alla scena della sua vita tra i suoi genitori, raccontata nelle sue drammatiche Memorie giovanili, 'Ich Nicht'.
Alla moglie, la quale disperata tentò di convincerlo a prendere la tessera del Partito nazista come mezzo per riavere il lavoro, con l'argomento che "una bugia è sempre stato il mezzo della piccola gente contro i potenti", il coniuge replicò: "noi non siamo piccola gente, non in tali questioni", citando, a difesa del proprio credo, le celebri parole del Vangelo di Matteo: et si omnes ego non. Amici di vecchia data non li salutavano più, altri li evitavano, "e poi c'erano gli amici ebrei, che all'improvviso sparivano all'alba nel nulla". Il fratello maggiore, l'adorato Wolfgang, ferito sul fronte russo, fu rimandato in prima linea nonostante la polmonite da un fanatico comandante nazista, morendo nel 1944. Joachim, con quasi tutta la sua classe delle superiori, fu volontario nell'esercito. Spiegò: "lo feci per evitare l'arruolamento coatto nelle SS, ma mio padre andò su tutte le furie. Guai a chi accetta il minimo compromesso con la guerra criminale del tiranno, mi disse". Alla fine della guerra fu catturato nei pressi del ponte di Remagen, prigioniero a 17 anni degli americani prima in Germania e poi in Francia. La madre e le sorelle furono cacciate dalla casa di Karlshorst, nella parte orientale di Berlino, il 12 o 14 maggio 1945. I russi concessero loro di portare via solo una valigia a testa. Il resto andò perduto per sempre, compresa la casa.
Dopo il Gymnasium a Berlino e Friburgo in Brisgovia, studiò Diritto, Storia, Sociologia, Germanistica e Storia dell'arte, per la quale ebbe uno speciale interesse, a Friburgo, Francoforte sul Meno e Berlino. Viene rapidamente annoverato tra i più rinomati storici tedeschi. Iscritto al partito cristiano-democratico, la CDU, per qualche anno ha seduto in parlamento brevemente come deputato del collegio di Berlin-Neukölln. Ma quando disse una serie di no alle richieste dei cristiano democratici di piazzare i loro beniamini in posti chiave, Fest fu espulso dal partito. Riconobbe successivamente che il suo impegno politico fu un errore, "semplicemente non era fatto per me".
Fest è noto principalmente per la sua monumentale biografia di Adolf Hitler, la prima di grandi dimensioni scritta da un tedesco, pubblicata nel 1973, nella quale si domanda come la borghesia colta della Germania dell'epoca possa essersi lasciata affascinare dalla sciagurata demagogia del Führer. Alcuni critici videro nella rappresentazione di Fest il pericolo di una sopravvalutazione di Hitler, poiché l'autore ne mette in risalto le peculiarità personali, sottovalutando il quadro sociale complessivo. L'eccellenza del suo grosso volume (1184 pagine nell'edizione tedesca), che gli valse il successo del pubblico e della critica che perdura tuttora, si deve principalmente alla perspicacia dell'autore come biografo. Il retroterra giornalistico non compromise, ma al contrario migliorò la qualità dell'opera, che fu il risultato delle sue vaste letture. Egli menziona e cita spesso pensatori come Jacob Burckhardt, Proudhon, Nietzsche, Benjamin Constant e molti altri. Grazie alla capacità dell'autore di pervenire a interpretazioni a un tempo profonde e di vasta portata, il libro porta avanti da un lato la ricostruzione storica e la biografia, dall'altro frequenti e acute considerazioni intellettuali che danno origine a nuovi punti di vista. La parte migliore del lavoro è quella che si occupa degli anni di Vienna e del periodo 1919-1933 della vita di Hitler, benché risulti alquanto sommario riguardo agli anni della guerra. Al ritratto di Hitler vengono aggiunte cinque "Considerazioni Provvisorie" dedicate al significato di questioni particolari: due sono collocate al principio e alla fine del volume, riguardanti il posto specifico di Hitler nella Storia. Fest è stato da più parti criticato per essersi affidato alle memorie di Albert Speer, architetto personale di Hitler e dal 1942 Ministro per gli Armamenti, pubblicate mentre lavorava al libro, scelta motivata dalle numerose conversazioni che ebbe con Speer in persona.
Fest fece carriera nel giornalismo, lavorando anche in televisione. Dal 1963 al 1968, Fest fu capo redattore della Norddeutscher Rundfunk (NDR, Radio Germania settentrionale), la prima rete pubblica del Land di Amburgo, e direttore della sezione politica. Fu collaboratore di Der Spiegel, con il quale fu spesso in disaccordo. Il successo della sua biografia gli valse l'invito a ricoprire la carica di condirettore della Frankfurter Allgemeine Zeitung (FAZ), responsabile del Feuilleton, prestigioso inserto letterario-culturale, dal 1973 al 1993. Nella sua autorevole posizione, Fest continuò a svolgere un ruolo significativo, contribuendo all'evoluzione degli studi sul Terzo Reich, e insieme commentandola. In questa veste pubblicò nel 1983 l'articolo di Ernst Nolte Un passato che non vuol passare. Le tesi sul nazismo e sull'Olocausto lì espresse, criticate da molti intellettuali come revisioniste e giustificazioniste, diedero l'avvio alla lunga controversia nota con il nome di Historikerstreit ('zuffa tra storiografi').
Sempre dalle colonne della FAZ Fest entrò spesso in polemica con gli ambienti intellettuali della sinistra. Così definì nel 1976 il pezzo teatrale Il pattume, la città e la morte di Fassbinder, espressione, secondo Fest, "di un fascismo di sinistra", "insulto volgare, ispirato da cliché ordinari", dal quale emerge un "antisemitismo [...] tattico proprio di un atteggiamento radical-chic". (FAZ del 19 marzo 1976, p. 23).
Nel 1999, 25 anni dopo la biografia di Hitler, diventata un testo di riferimento, Fest pubblicò una vita di Speer (Speer. Una biografia), con il quale ebbe una lunga frequentazione personale. Accadde infatti nel 1966, quando Wolf Jobst Siedler, il capo della casa editrice Ullstein-Propylaen, gli chiese di affiancare Speer, appena rilasciato dal carcere di Spandau, dove aveva scontato la pena di 20 anni inflittagli dal Tribunale di Norimberga, nella veste di "consulente interrogante", per aiutarlo a redigere le sue Memorie del Terzo Reich. Tale collaborazione sarebbe proseguita anche per il successivo libro di Speer, i Diari segreti di Spandau, pubblicato sull'onda dell'enorme successo delle Memorie.
Grazie alle innegabili capacità organizzative dimostrate nella costruzione dell'edificio della nuova Cancelleria, Speer riuscì a farsi strada alla corte di Hitler diventando, in qualità Ministro del Reich per le Armi e le munizioni, un corresponsabile del prolungamento della guerra. Fest racconta anche la decisione di Speer di sabotare gli 'ordini neroniani' di Hitler del 1944 - ossia fare terra bruciata, distruggendo fabbriche, sistemi di irrigazione, depositi di generi alimentari, centrali telefoniche, archivi di banche e catasti prima dell'arrivo dei Sovietici e Alleati, evacuando dai territori tedeschi minacciati le popolazioni - giustificata a Hitler e altri con la formula: "la patria è troppo bella". Speer, afferma Fest, "sapeva che la guerra era persa ed intendeva salvare la sostanza del Paese".
L'insensibilità e l'ottundimento morale di Speer traspare negli atteggiamenti conformisti di fronte alle atrocità del Regime, come lo sterminio degli ebrei; reticenti e mendaci dichiarazioni, condotte con perseverante coerenza, tratteggiano un personaggio attorcigliato nei suoi enigmi ma pure intellettualmente dotato. Abile, dopo l'uscita dal carcere, nel ricostruire il proprio personaggio e la propria immagine sui massmedia internazionali, grazie alle sue Memorie, bestseller nelle vendite. Come dimostrò brillantemente anche al Processo di Norimberga, dove la scaltra strategia processuale di Speer si basò sul riconoscimento della propria "corresponsabilità" come membro del Governo, salvandogli la vita; una tattica portata avanti proprio mentre la maggior parte degli altri coimputati stava invece insistendo sull'illegittimità, a loro dire, del procedimento penale a loro carico davanti a un Tribunale di vincitori della guerra. 
In "Horst Janssen", del 2001, si confronta con uno dei più significativi artisti del dopoguerra cui lo legò un'amicizia stretta. Per "i suoi contributi al genere della biografia politica e storica" è stato insignito del Einhard-Preis 2003 per la letteratura biografica e del Eugen-Bolz-Preis 2004 per "meriti nella elaborazione pubblicistica della Resistenza tedesca contro il regime nazista". In "Incontri" del 2004 illustra appunto alcuni dei suoi incontri con personaggi illustri quali Hannah Arendt, Sebastian Haffner, Golo Mann o Rudolf Augstein che hanno segnato la sua vita.
Sulla sua descrizione degli ultimi giorni di Adolf Hitler, "Der Untergang" (2002, it.: "La disfatta" 2005), che riprende più in dettaglio quanto già esposto nella biografia di Hitler anche col contributo di nuove fonti, si basa il film omonimo di Oliver Hirschbiegel (soggetto e sceneggiatura di Bernd Eichinger) (2004) uscito in Italia con il titolo "La caduta - Gli ultimi giorni di Hitler". Joachim Fest era sposato ed ebbe due figli, uno dei quali, Alexander Fest, è subentrato nel 2002 alla guida della casa editrice Rowohlt Verlag.

## Opere
- Il volto del Terzo Reich (Edizione originale: Das Gesicht des Dritten Reiches. Portrat einer totalitären Herrschaft, Piper Verlag, Munchen, 1963), trad. Licia Berlot, Collana Testimonianze n. 44, Mursia, 1970 ISBN 978-88-42-51371-1; Il volto del Terzo Reich. Una lucida analisi del nazismo e dei "padroni del Terzo Reich", Garzanti Libri, aprile 1977; Il volto del Terzo Reich. Profilo degli uomini chiave della Germania nazista, Collana Testimonianze del XX secolo, Mursia, 1992-2001-2011 ISBN 88-425-2831-5
- Hitler (Edizione originale: Hitler. Eine Biographie, Propyläen Verlag, Frankfurt am Main-Berlin, 1973), versione italiana a cura di Francesco Saba Sardi, Collana Storica (a cura di Giorgio Borsa), Rizzoli, Milano, 1974-1976 ISBN 88-11-67850-1; Hitler. Il Fuhrer e il Nazismo, Collana SuperBur Saggi, BUR, Milano 1991-1994; nuova prefazione dell'autore, Collana SuperBur, Milano, 1995-1997-1998 ISBN 88-17-11546-0; Hitler. Una Biografia, Collezione Storica, Garzanti Libri, 1999 ISBN 88-11-69289-X; Edizione speciale per la Biblioteca di Repubblica, in allegato al quotidiano La Repubblica, 2005; Collana Gli Elefanti. Storia, Garzanti Libri, 2005 ISBN 88-11-67850-1
- Joachim C. Fest - Christian Herrendoerfer, Hitler. Una carriera. Con 500 fotografie, BUR, Rizzoli, Milano, 1978 ISBN (non disponibile)
- I Maghi Ignari. Thomas e Heinrich Mann, Collana Intersezioni, Il Mulino, Bologna, 1989 ISBN 978-88-15-02067-3
- Il Sogno Distrutto. La Fine dell'Età delle Utopie (Der zerstörte Traum. Vom Ende des utopischen Zeitalters, Wolf Jobst Siedler Verlag GmbH, Berlin 1991), trad. di Maria Visintainer, Collana I Coriandoli, Garzanti Libri, Milano, 1992-1996 ISBN 881165250-2
- La Libertà Difficile. Il Lato Debole della Società Aperta, Collana I Coriandoli, Garzanti Libri, Milano 1996 ISBN 88-11-65249-9
- Obiettivo Hitler. La Resistenza al Nazismo e l'attentato del 20 luglio 1944, Collezione Storica, Garzanti Libri, Milano, 1996 ISBN 88-11-69290-3; Collana Gli Elefanti. Storia, Garzanti Libri, 1999-2006 ISBN 88-11-67668-1
- Speer. Una biografia, Collezione Storica, Garzanti libri, Milano, 2000 ISBN 88-11-73891-1; Collana Gli Elefanti. Storia, Garzanti Libri, 2004 ISBN 88-11-67769-6
- La Disfatta. Gli Ultimi Giorni di Hitler e la Fine del Terzo Reich, Collezione Storica, Garzanti Libri, Milano, 2003 ISBN 88-11-69292-X; Collana Gli Elefanti. Storia, Garzanti Libri, 2007 ISBN 88-11-68059-X
- Incontri da vicino e da lontano. Da Thomas Mann a Hannah Arendt, da Ernst Jünger a Ulrike Meinhof, Collana Saggi, Garzanti Libri, Milano, 2006 ISBN 88-11-59764-1 (con ritratti anche di Winston Churchill, Sebastian Haffner, Dolf Sternberger, Wolf Jobst Siedler, Golo Mann, Joachim Kaiser, Hugh R. Trevor Roper, Rudolf Augstein)
- Io No. Memorie d'Infanzia e Gioventù, Collana Saggi, Garzanti Libri, Milano, 2007 ISBN 978-88-11-74064-3
- Dialoghi con Albert Speer, Collezione Storica, Garzanti Libri, Milano, 2008 ISBN 978-88-11-69406-9
- La natura precaria della libertà. Elogio della borghesia, Collana Saggi, Garzanti Libri, Milano 2010 ISBN 978-88-11-74077-3
- Eichmann o la banalità del Male. Intervista, Lettere, Documenti (Intervista radiofonica ad Hannah Arendt pubblicata postuma in Germania nel 2011), Collana Schulim Vogelmann n. 179, Giuntina, Firenze, 2013, ISBN 978-88-8057-490-3
- In controluce. Un viaggio in Italia (Im Gegenlicht. Eine Italienische Reise), Collana Saggi, Garzanti Libri, Milano, 2014, ebook ISBN 978-88-11-14051-1
- Flüchtige Größe: Gesammelte Essays über Literatur und Kultur, Rowohlt Verlag, 2008

### Saggi miscellanei
- Ernst Nolte, Jürgen Habermas, K. Hildebrand, J. Fest, J. Kocka, Hans Mommsen, M. Broszat, Rudolf Augstein, Andreas Hillgruber, Wolfgang Mommsen, Germania: un passato che non passa. I crimini nazisti e l'identità tedesca. A cura di Gian Enrico Rusconi, Collana Nuovo Politecnico n.160, Einaudi, Torino, 1987 ISBN 978-88-06-59894-5